# Plastoen (plaats)
Plastoen (Russisch: Пластун) is een nederzetting met stedelijk karakter en de grootste plaats in het gemeentelijk district Ternejski van de Russische kraj Primorje.
De plaats ligt aan de gelijknamige baai van de Japanse Zee op 610 kilometer per autoweg van Vladivostok en 58 kilometer van het districtscentrum Ternej. Plastoen telt ongeveer 6000 inwoners (6.230 in 2002; 5.957 in 1989) en heeft een aantal bosbouwondernemingen en een haven.

## Klimaat
Plastoen ligt in een gebied met een gematigd zeeklimaat. De gemiddelde wintertemperatuur bedraagt er −11,5 °C en de gemiddelde zomertemperatuur ± 15,3 °C. Januari is het koudst met een gemiddelde van −13,5 °C en augustus het warmst met een gemiddelde van 17,5 °C.

## Geschiedenis en economie
Plastoen werd gesticht in 1907 en werd vernoemd naar het gelijknamige korvet Plastoen, dat rond 1859 de kusten van het gebied verkende en experimenten uitvoerde onder leiding van de Russische kapitein-luitenant Maskevitsj.
De stad heeft vier bosbouwbedrijven; Ternejles, het Russisch-Japanse Hardwood, het Japanse Sumitomo en Techwood. De haven is het hele jaar bereikbaar en wordt vooral gebruikt voor het transport van hout. De plaats heeft een eigen vliegveld, met lijndiensten op Vladivostok en Kavalerovo.